# Karty Clowa
Ten artykuł jest częścią Cardcaptor Sakura
Karty Clowa (jap. クロウカード Kurō Kādo; Clow Cards) są fikcyjnymi magicznymi rzeczami i postaciami z mangi grupy CLAMP i serii anime zwanej Cardcaptor Sakura. W drugiej połowie serii ich nazwa zmienia się na Karty Sakury (さくらカード Sakura Kādo|Karty Sakura Cards).

## Historia
Karty Clowa zostały stworzone w Hongkongu w Chinach przez maga Clowa Reeda. Były wynikiem połączenia zarówno wschodniej jak i zachodniej magii, które uformowało podstawę dla zupełnie nowego rodzaju magii, zupełnie innej niż była znana dotychczas.
By móc zapanować nad niesamowitą mocą Kart Clowa po swoim odejściu, Clow Reed zamknął je w Książce Clowa (Clow Book). Dodatkowo wyznaczył dwa magiczne stworzenia (które sam stworzył) do pełnienia straży przy Kartach Clowa - Cerberusa (przedstawionego jako złoty, uskrzydlony lew na przedniej okładce Książki Clowa) i Yue (przedstawionego jako uskrzydlony półksiężyc na tylnej okładce Clow Book). Tych dwóch strażników ma za zadanie znaleźć kogoś, kto byłby zdolny stać się nowym mistrzem Kart Clowa. Cerberus, Bestia Pieczęci i Selekcjoner (Beast of the Seal and The Selector) ma za zadanie wspierać potencjalnego kandydata, a Yue - Sędzia (The Judge) ma ostatecznie podjąć decyzję, czy kandydat jest wart tytułu.

## Rola
Każda Karta Clowa ma swoją własną osobowość, od złośliwej do morderczej, oraz specjalny rodzaj mocy, która zazwyczaj skupia się wokół wybranej siły żywiołu bądź specyfiki.
Każda Karta posiada również alternatywną formę wyglądu. Ta postać jest osobliwa dla każdej Karty, ale zazwyczaj jest to humanoid (częściej kobiecy) lub zwierzę. Do innych formy zaliczają się zwyczajne obiekty, jak książka, miecz czy kłódka. Na początku anime, Sakura przypadkowo uwalnia Karty z Książki Clowa, w której były zapieczętowane. Pierwsza połowa serii skupia się na misji Sakurze, zbierającej ponownie Karty Clowa.
W drugiej połowie serii Sakura zalicza Sąd Ostateczny (Final Judgement) i zostaje nowym Mistrzem Clow (Master of the Clow).  W efekcie Karty Clowa tracą więź ze swoim stwórcą. Sakura musi przystosować je na nowo do swojej magii, poprzez przetransformowanie ich do Kart Sakury (Sakura Cards). Przetransformowane Karty mają różowy układ, w przeciwieństwie do czerwonych Kart Clowa.
W mandze jest przedstawionych 19 Kart i 53 Karty w anime.  Oryginalne 19 Kart z mangi mają parę nowych umiejętności w anime. Także scenariusz mangi i anime nie jest dokładnie taki sam. Z tego powodu Karty są wyłapywane w różnej kolejności, w innych okolicznościach i innym sposobem.
Karty Clowa można podzielić na trzy kategorie: według specyficznego znaku, według konkretnego żywiołu i te stworzone w konkretnym celu lub mające dodatkowe zdolności. Niektóre karty mogą przynależeć do więcej, niż jednej kategorii.
- Żywioły: Ogień, Ziemia, Wiatr, Woda
- Znaki: Słońce, Księżyc
- Zdolności: różne (tj. poruszanie się, lewitacja)

## Porządek alfabetyczny
1. 矢 The Arrow
2. 大 The Big
3. 泡 The Bubbles
4. 替 The Change
5. 雲 The Cloud
6. 創 The Create
7. 闇 The Dark
8. 駆 The Dash
9. 夢 The Dream
10. 地 The Earthy
11. 消 The Erase
12. 闘 The Fight
13. 火 The Firey
14. 浮 The Float
15. 花 The Flower
16. 翔 The Fly
17. 凍 The Freeze
18. 灯 The Glow
19. 幻 The Illusion
20. 跳 The Jump
21. 秤 The Libra
22. 光 The Light
23. 小 The Little
24. 錠 The Lock
25. 輪 The Loop
26. 迷 The Maze
27. 鏡 The Mirror
28. 霧 The Mist
29. 移 The Move
30. 無 The Nothing
31. 力 The Power
32. 雨 The Rain
33. 戻 The Return
34. 砂 The Sand
35. 影 The Shadow
36. 盾 The Shield
37. 撃 The Shot
38. 静 The Silent
39. 眠 The Sleep
40. 雪 The Snow
41. 歌 The Song
42. 嵐 The Storm
43. 甘 The Sweet
44. 剣 The Sword
45. 抜 The Through
46. 雷 The Thunder
47. 時 The Time
48. 双 The Twin
49. 声 The Voice
50. 水 The Watery
51. 波 The Wave
52. 風 The Windy
53. 樹 The Wood

## Porządek według schwytania
Tutaj Karty Clowa są wypisane zgodnie z kolejnością załapania ich w oryginalnej, japońskiej wersji anime wraz ze swoimi oryginalnymi nazwami. W angielskim dubbingu kolejność ich złapania jest odrobinę inny i nazewnictwo nieco zmienione (np. The Watery to Water Card). W amerykańskiej wersji większość Kart nie zostaje ukazanych albo tylko powierzchownie.
1. 風 The Windy
2. 翔 The Fly
3. 影 The Shadow
4. 水 The Watery
5. 雨 The Rain
6. 樹 The Wood
7. 跳 The Jump
8. 幻 The Illusion
9. 静 The Silent
10. 雷 The Thunder
11. 剣 The Sword
12. 花 The Flower
13. 盾 The Shield
14. 時 The Time
15. 力 The Power
16. 霧 The Mist
17. 嵐 The Storm
18. 浮 The Float
19. 消 The Erase
20. 灯 The Glow
21. 移 The Move
22. 闘 The Fight
23. 輪 The Loop
24. 眠 The Sleep
25. 歌 The Song
26. 小 The Little
27. 鏡 The Mirror
28. 迷 The Maze
29. 戻 The Return
30. 撃 The Shot
31. 甘 The Sweet
32. 駆 The Dash
33. 大 The Big
34. 創 The Create
35. 替 The Change
36. 凍 The Freeze
37. 火 The Firey
38. 矢 The Arrow
39. 泡 The Bubbles
40. 波 The Wave
41. 秤 The Libra
42. 抜 The Through
43. 雪 The Snow
44. 声 The Voice
45. 錠 The Lock
46. 雲 The Cloud
47. 夢 The Dream
48. 砂 The Sand
49. 闇 The Dark
50. 光 The Light
51. 双 The Twin
52. 地 The Earthy
53. The Love (karta stworzona z mocy Sakury, pojawia się w 70 odcinku)
54. The Nothing (karta, którą stworzył Clow, ale ukrył, gdyż była niebezpieczna)

希望 The Hope (karta, która powstała na skutek połączenia The Love i The Sadnness)

## Porządek według transformacji
Tutaj Karty Clowa uporządkowane według kolejności transformacji w Karty Sakury w oryginalnym anime w Japonii. Kolejność może być inna w angielskim dubbingu (gdzie są nazywane Star Cards po transformacji). (Chciałam tylko zaznaczyć, że nie było czegoś takiego jak transformacje. Jeśli chodzi o stroje Sakury to szyła je Tomoe, a jeśli o cielesne postacie kart to były przedstawione wszystkie. Sakura używała wszystkich kart, więc również wszystkie były pokazane w połączeniu z nią. Wyjątek stanowią karty: Love i Sadnness, które później połączyły się i stworzyły Hope)
1. 火 The Firey
2. 歌 The Song
3. 剣 The Sword
4. 跳 The Jump
5. 翔 The Fly
6. 消 The Erase
7. 力 The Power
8. 甘 The Sweet
9. 錠 The Lock
10. 秤 The Libra
11. 砂 The Sand
12. 声 The Voice
13. 替 The Change
14. 波 The Wave
15. 風 The Windy
16. 駆 The Dash
17. 輪 The Loop
18. 花 The Flower
19. 大 The Big
20. 小 The Little
21. 眠 The Sleep
22. 浮 The Float
23. 泡 The Bubbles
24. 盾 The Shield
25. 影 The Shadow
26. 凍 The Freeze
27. 鏡 The Mirror
28. 霧 The Mist
29. 夢 The Dream
30. 水 The Watery
31. 時 The Time
32. 幻 The Illusion
33. 迷 The Maze
34. 樹 The Wood
35. 雷 The Thunder
36. 灯 The Glow
37. 雪 The Snow
38. 戻 The Return
39. 雨 The Rain
40. 撃 The Shot
41. 静 The Silent
42. 闘 The Fight
43. 嵐 The Storm
44. 雲 The Cloud
45. 闇 The Dark
46. 光 The Light
47. 無 The Nothing

Transformacje nie przedstawione:
1. 矢 The Arrow
2. 創 The Create
3. 地 The Earthy
4. 移 The Move
5. 抜 The Through
6. 双 The Twin